# Černá zem
Černá zem, dříve nazývaný Baba, je kopec s nadmořskou výškou 374 m v pohoří Podbeskydská pahorkatina. Nachází se v obci Sedliště v okrese Frýdek-Místek v Moravskoslezském kraji a v Horním Slezsku.

## Geografie
Místo nabízí výhledy do okolní krajiny. Geografickou zajímavostí je to, že přímým severním směrem (tj. ve směru poledníku procházejícím vrcholem kopce) lze nalézt vyšší geografický bod až za Baltským mořem ve Švédsku. Okolní oblast se také nazývá černá zem.

## Původ názvu kopce
Původní název kopce je Baba, která ve staré slovanské mytologii představuje zosobnění mračna přinášejícího déšť. Avšak v 19. století začali místní rolníci obdělávat zdejší černou zeminu a kopec získal nový název – Černá zem.

## Místní legenda
Podle legendy v podzemí kopce spí vojsko, až bude Lachům nejhůře tak povstane a strhne se poslední vítězná bitva.

## Další informace
Na vrcholu kopce se nachází Pomník osvobozené půdy, Bezručova vyhlídka, sousoší Poutník a jeho múzy, malá hospůdka a parkoviště. Bylo to také oblíbené místo českého básníka Petra Bezruče, který místu věnoval svou báseň. Místo je dostupné celoročně volně přístupné a bývá využíváno také k občasným společenským akcím. Poblíž vrcholu kopce se také nachází vodojem.

## Galerie

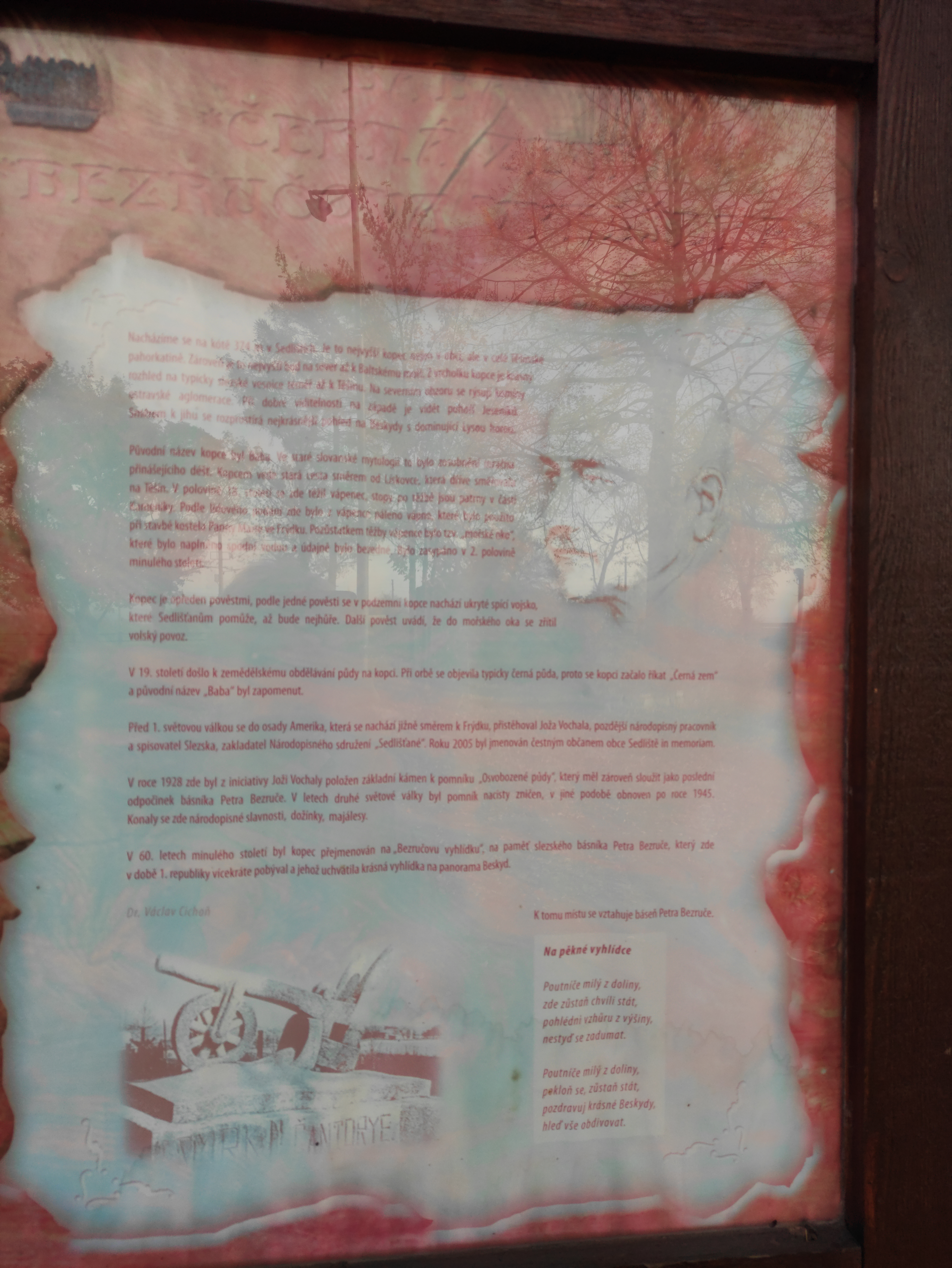
Informační panel na místě
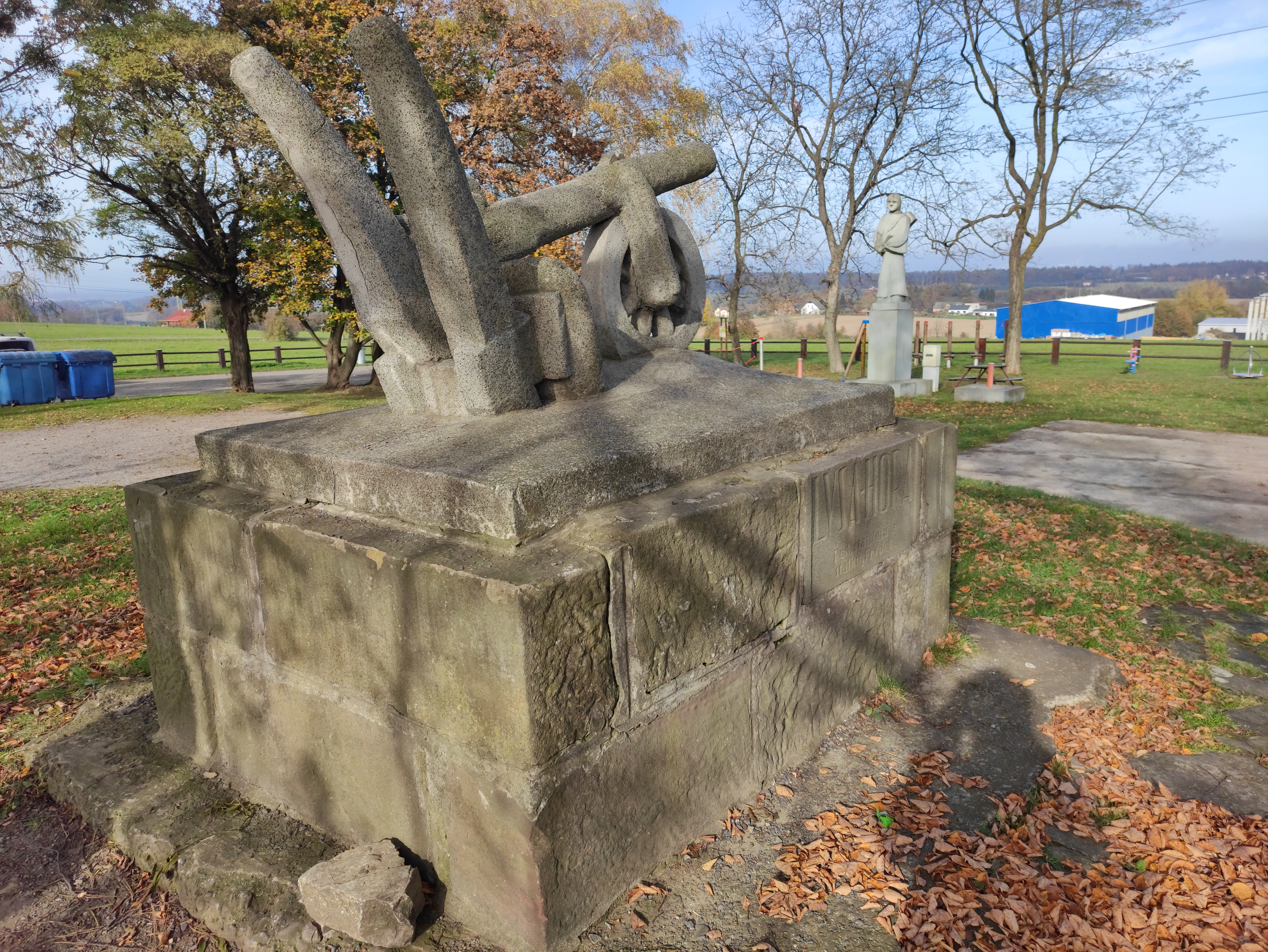
Pomník osvobozené půdy